# Electrophaes
Electrophaes is een geslacht van vlinders van de familie spanners (Geometridae), uit de onderfamilie Larentiinae.

## Soorten
- E. aggrediens Prout, 1940
- E. albida Herz, 1903
- E. albipunctaria Leech, 1897
- E. aliena Butler, 1880
- E. aspretifera Prout, 1938
- E. corylata

Kleine wortelhoutspanner (Thunberg, 1792)
- E. cryopetra Prout, 1940
- E. cyria Prout, 1940
- E. chimakaleparia Oberthür, 1893
- E. chrysophaes Prout, 1923
- E. ephoria Prout, 1940
- E. euryleuca Prout, 1940
- E. fervidaria Leech, 1897
- E. fulgidaria Leech, 1897
- E. intertexta Warren, 1893
- E. moltrechti Prout, 1940
- E. nigrifulvaria Hampson, 1902
- E. niveonotata Warren, 1901
- E. niveopicta Warren, 1893
- E. perpulchra Butler, 1886
- E. recens Inoue, 1982
- E. rhacophora Prout, 1938
- E. subochraria Leech, 1897
- E. taiwana Inoue, 1986
- E. tsermosaria Oberthür, 1893
- E. westi Prout, 1931
- E. zaphenges Prout, 1940